# Howie Jolliff
Howard Jolliff, detto Howie (20 luglio 1938), è un ex cestista statunitense, professionista nella NBA.

## Carriera
Venne selezionato dai Minneapolis Lakers al settimo giro del Draft NBA 1960 (177ª scelta assoluta).